# Acanthocreagris pyrenaica
Acanthocreagris pyrenaica es una especie de arácnido del orden Pseudoscorpionida de la familia Neobisiidae.

## Distribución geográfica
Se encuentra en Francia.